# Рагуил Добрынич
Рагуил Добрынич (XII век) — древнерусский политический деятель, тысяцкий великого князя киевского Владимира Мстиславича, упомянутый в летописи в связи с событиями 1147 и 1169 годов. Согласно одному из источников, его дочь стала женой половца Овлура. Существует гипотеза, по которой именно Рагуил стал автором «Слова о полку Игореве».

## В источниках
Рагуил Добрынич упоминается в летописях как приближённый Владимира Мстиславича. В 1147 году, когда восставшие киевляне решили расправиться с князем-монахом Игорем Ольговичем, Рагуил, бывший тогда тысяцким, пытался остановить толпу (с ним были ещё один тысяцкий, Лазарь, и митрополит Климент Смолятич). Игорь тем не менее был убит. Позже Рагуил и Лазарь приказали перенести труп, лежавший на площади, в церковь. В 1169 году в Печёрском монастыре Рагуил в споре с боярином Давыда Ростиславича Василием Анастасиевичем защищал своего князя от обвинений в заговоре против Мстислава Изяславича Киевского. Позже Владимир действительно заключил союз с врагами Мстислава половцами и берендеями, но Рагуил его не поддержал, как и остальные бояре. Князю пришлось ехать к новым союзникам без старшей дружины. Те, увидев, что Владимир остался без поддержки, не приняли его.
В. Н. Татищев сообщает, что князь Игорь Святославич Новгород-Северский, сбежав на Русь из половецкого плена в 1185 году, женил на дочери Рагуила своего спутника Овлура.

## Гипотезы
Исследователь «Слова о полку Игореве» И. А. Новиков предположил, что упомянутый в летописи «сын тысяцкого», находившийся в половецком плену и сбежавший из него вместе с князем Игорем, — это сын Рагуила Добрынича. По мнению Новикова, именно этот человек мог написать «Слово», будучи участником описанных в нём событий. Исследователь отождествляет сына Рагуила с «премудрым книжником» Тимофеем, упомянутым в Галицко-Волынской летописи. В беллетризованной форме он изложил свою версию в повести «Сын тысяцкого», опубликованной в 1938 году в журнале «Новый мир».
Другой исследователь «Слова», В. Г. Фёдоров, пошёл ещё дальше: он предположил, что автор «Слова» «помимо одарённости должен был обладать еще и большим жизненным опытом, глубоким знанием не только военного дела, но и истории Руси», а значит, это был не сын тысяцкого, а сам Рагуил Добрынич, который после 1169 года мог стать тысяцким на службе у Игоря Святославича.
Филолог Л. А. Дмитриев уверен, что надёжных данных, на основе которых можно было бы считать, что Рагуил служил Игорю Святославичу и что именно его сын упомянут как «сын тысяцкого», не существует. При этом он отмечает, что Рагуил мог быть связан с Чернигово-Северской землёй: об этом говорят и факт брака его дочери с Овлуром, и то, что мать его господина Владимира Мстиславича, высланная из Киева в 1169 году, уехала в Чернигов.
Существует мнение о том, что Рагуил Добрынич принадлежал к новгородскому боярству и был сыном посадника Добрыни Рагуиловича (по одной из версий, потомка дяди Владимира Святого, по другой — сына ярла Рёгнвальда). Некоторые учёные отождествляют его с ладожским посадником Рагуилом, упомянутым в летописи в связи с событиями 1132 года, и с новгородцем того же имени, которому адресована новгородская берестяная грамота № 831, подписанная неким Кузьмой.